# مگس خانگی
مگس خانگی (نام علمی: Musca domestica) (به انگلیسی: house fly, house-fly or common housefly) گونه ای مگس از خانواده مگس‌های خانگی است.